# La Vie en un an
Pour plus de détails, voir Fiche technique et Distribution.
La Vie en un an est un film dramatique romantique américain réalisé en 2020 par Mitja Okorn, d'après un scénario de Jeffrey Addiss et Will Matthews. Le film met en vedette Jaden Smith, Cara Delevingne, Cuba Gooding Jr. et Nia Long. Will Smith et Jada Pinkett Smith sont producteurs exécutifs sous leur bannière Overbrook Entertainment.
La Vie en un an est sorti le 27 novembre 2020, et distribué par Sony Pictures Entertainment

## Synopsis
Daryn, que son père Xavier prépare à entrer à Harvard, rencontre Isabelle une nuit alors qu'il tente de se faufiler dans le concert d'un rappeur et est instantanément attiré par elle. Il lui fait la cour et finit par tomber amoureux d'elle, mais lorsque Daryn lui avoue son amour, Isabelle lui révèle qu'elle est atteinte d'un cancer et qu'il ne lui reste plus beaucoup de temps à vivre. Daryn décide alors de vivre une vie en un an. Isabelle reconnaît son potentiel de rappeur et l'aide à réaliser sa première démo de CD. Lorsque Daryn l'emmène rencontrer ses parents. Xavier, qui n'aime pas Isabelle, en profite pour lui poser des questions. Il conclut en disant qu'il est de sa responsabilité de protéger son fils des distractions, comme les filles, surtout celles comme Isabelle. Se sentant offensée et rejetée, Isabelle et son drag queen de figure parentale Phil s'en vont et Daryn reste seul et déprimé.
Quelques jours plus tard, Daryn est sélectionné pour Harvard et se rend à l'entretien avec son père. Lorsqu'on lui demande quelles sont ses compétences et ses capacités, il se perd dans ses souvenirs d'Isabelle. À la grande déception de son père, il finit par dire des choses sans intérêt et s'excuse. Plus tard, à la maison, Daryn se dispute avec son père et manque de le frapper, mais sa mère intervient et met fin à la bagarre. Daryn va voir Isabelle et s'excuse. Il décide d'abandonner sa famille et de quitter la ville avec Isabelle. Ils passent des journées ensemble et un jour, Daryn tente de la surprendre en la conduisant chez sa mère. Il la convainc de lui parler, mais lorsqu'elle le fait, sa mère la reconnaît mais lui demande de partir. Se sentant rejetée, Isabelle demande à Daryn de partir. Pendant qu'elle conduit, Isabelle, bouleversée, se met à crier et à hurler après Daryn, le distrayant au point qu'il s'écrase contre un buisson près de la plage. Lorsqu'Isabelle sort du véhicule, elle perd connaissance. Daryn appelle les secours et parvient à emmener Isabelle à l'hôpital.
Quelques jours après la sortie d'Isabelle, sa mère vient lui rendre visite, mais repart rapidement. La mère de Daryn découvre qu'il est de retour en ville et décide de venir les voir. Isabelle suggère à Daryn de cesser de s'occuper d'elle juste pour la journée, car sa mère est là. Daryn en profite pour enregistrer sa deuxième chanson. À son retour, Daryn trouve sa mère paniquée et Isabelle par terre, inconsciente et saignant de la bouche. Ils l'emmènent à l'hôpital où ils découvrent que le cancer d'Isabelle s'est propagé et que ses organes s'arrêtent. L'infirmière conclut en disant qu'Isabelle n'a plus que quelques semaines à vivre. Peu après sa sortie de l'hôpital, Isabelle surprend Daryn en lui proposant de se marier. Ils se marient et consomment leur amour, mais Isabelle décède peu de temps après. Daryn se réconcilie avec son père et déménage à New York pour faire carrière dans la musique après avoir obtenu son diplôme.

## Distribution
- Jaden Smith (VF : Simon Koukissa-Barney) : Daryn
- Cara Delevingne : Isabelle
- Nia Long (VF : Géraldine Asselin) : Catherine
- Cuba Gooding Jr. (VF : Thierry Desroses) : Xavier
- RZA : Ron
- Michelle Giroux (VF : Laurence Mongeaud) : Amanda
- Chris D'Elia : Phil
- Stony Blyden (VF : Gabriel Bismuth-Bienaimé) : Kiran
- JT Neal (VF : Hugo Brunswick) : Sammy
- Big Sean : lui-même
- Pedro Miguel Arce : l'agent de sécurité

## Production
En mars 2017, il est annoncé que Cara Delevingne et Jaden Smith rejoignent le casting du film, avec Mitja Okorn à la réalisation d'après un scénario de Jeffrey Addiss et Will Matthews. Will Smith et Jada Pinkett Smith deviennent producteurs exécutifs via leur bannière Overbrook Entertainment. En avril 2017, Terrence Howard, Stony Blyden, Nia Long, RZA et JT Neal rejoignent le casting du film,,. En mai 2017, Chris D'Elia et Cuba Gooding Jr. rejoignent le casting du film, Gooding Jr. remplaçant Howard,.

### Tournage
La photographie principale commence en avril 2017, à Toronto, en Ontario, au Canada.

## Diffusion du film
Le film est sorti le 27 novembre 2020 par Amazon Studios.